# The Lucy Show
The Lucy Show es una sitcom estadounidense que se emitió por CBS de 1962 a 1968 y protagonizada por la actriz y comediante Lucille Ball. Fue la continuación I Love Lucy. 
Un cambio significativo en el reparto y la premisa de la cuarta temporada (1965-1966) divide el programa en dos épocas distintas; Aparte de Ball, solo quedó Gale Gordon, quien se unió al programa para su segunda temporada. Durante las primeras tres temporadas, Vivian Vance fue la coprotagonista.
Ball ganó en los Premios Emmy de forma consecutiva como Mejor Actriz Principal en una Serie de Comedia durante las dos últimas temporadas de la serie, 1966–67 y 1967–68.

## Sinopsis
La viuda Lucy Carmichael crío a sus hijos en la Costa Oeste y se sumergen en diversas aventuras, pero en la mayoría de ellas, buscan salir de apuros. El difunto marido de Lucy le dejó un importante fondo fiduciario , administrado por un banquero local (originalmente el personaje recurrente Sr. Barnsdahl, y más tarde el personaje regular Sr. Mooney); Lucy frecuentemente intentaba persuadir al banco para que le permitiera saquear el fondo para diversas compras o proyectos descabellados. Lucy también aceptó varios trabajos para mejorar sus finanzas. Lucy, Viv y Chris salían con regularidad, lo que generaba material adicional para las tramas; En los primeros episodios, Viv tenía un novio habitual, Eddie Collins.
En 1965, el programa fue ampliamente reestructurado para su cuarta temporada. Lucy se muda a Los Ángeles para estar más cerca de Chris, que asistía a la universidad en California (pero ya no apareció en el programa), e inscribe a Jerry en un internado militar allí (lo que facilitó que también fuera eliminado).

## Estilo
The Lucy Show fue una de las dos únicas comedias de situación en ese momento que utilizó la configuración multicámara y filmó con una audiencia de estudio en vivo ( The Dick Van Dyke Show , que también fue filmada por Desilu y transmitida por CBS, fue la otra).

## Reparto
| Actor           | Personaje                       | Temporada 1  | Temporada 2  | Temporada 3  | Temporada 4  | Temporada 5  | Temporada 6  |
| --------------- | ------------------------------- | ------------ | ------------ | ------------ | ------------ | ------------ | ------------ |
| Actor           | Personaje                       | 1962–63      | 1963–64      | 1964–65      | 1965–66      | 1966–67      | 1967–68      |
| Lucille Ball    | Lucille Carmichael              | Protagonista | Protagonista | Protagonista | Protagonista | Protagonista | Protagonista |
| Vivian Vance    | Vivian Bagley                   | Protagonista | Protagonista | Protagonista | N/A          | Invitada     | Invitada     |
| Gale Gordon     | Theodore J. Mooney              | N/A          | Regular      | Regular      | Protagonista | Protagonista | Protagonista |
| Mary Jane Croft | Audrey Simmons/ Mary Jane Lewis | Recurrente   | Recurrente   | N/A          | Regular      | Regular      | Regular      |
| Candy Moore     | Chris Carmichael                | Regular      | Regular      | Recurrente   | N/A          | N/A          | N/A          |
| Jimmy Garrett   | Jerry Carmichael                | Regular      | Regular      | Recurrente   | Recurrente   | N/A          | N/A          |
| Ralph Hart      | Sherman Bagley                  | Regular      | Regular      | Recurrente   | N/A          | N/A          | N/A          |
| Dick Martin     | Harry                           | Recurrente   | N/A          | N/A          | N/A          | N/A          | N/A          |
| Charles Lane    | Mr. Barnsdahl                   | Recurring    | N/A          | N/A          | N/A          | N/A          | N/A          |

### Estrellas invitadas

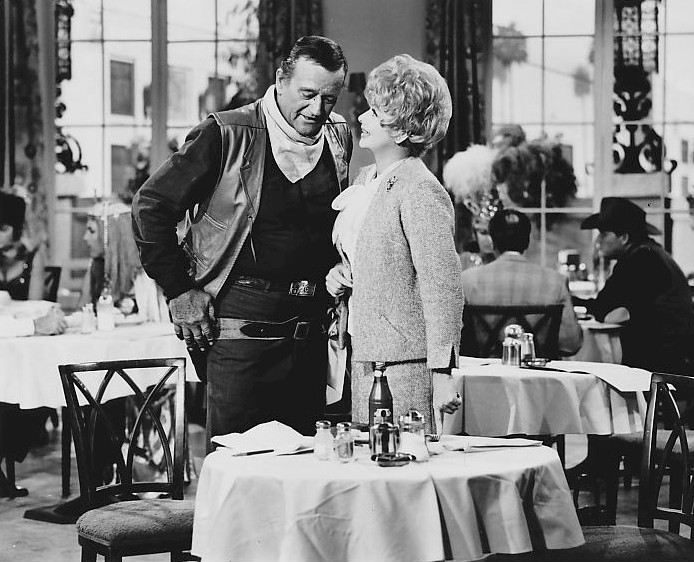
La estrella John Wayne en un episodio de la serie en 1966.

partir de la temporada 1965-66, con el cambio de formato, varias celebridades actuaron como estrellas invitadas en The Lucy Show , generalmente interpretándose a sí mismas bajo la premisa de que el personaje de Lucy Carmichael, que ahora vive en Hollywood, se cruzó con ellos, ya sea en su vida cotidiana o a través de su trabajo en el banco. Estos incluyeron  Jack Benny, Mickey Rooney, Carol Burnett, George Burns, Joan Crawford, Tennessee Ernie Ford, Dean Martin, Phil Silvers, Frankie Avalon, Wayne Newton, Robert Stack, Mel Tormé, John Vivyan, Jack Cassidy, Clint Walker y Milton Berle.
El episodio con Joan Crawford , "Lucy and the Lost Star", causó mucha controversia entre las celebridades dada la disputa pública entre Ball y Crawford durante el rodaje. Según Ball, Crawford a menudo estaba borracha en el set y no podía recordar sus líneas. Se dice que Ball solicitó varias veces reemplazar a Crawford con Gloria Swanson , quien se suponía que había desempeñado el papel originalmente pero se retiró por razones de salud. Crawford estaba tan molesta que en un momento dado no quiso salir de su camerino. Según la amiga de Ball, la cantante y comediante Kaye Ballard , fue Vanda Barra , una actriz destacada frecuentemente utilizada en "The Lucy Show" , quien finalmente convenció a Crawford para continuar con el programa dándole una charla de ánimo muy necesaria. Como resultado, Crawford decidió durante la filmación seguir interpretando su papel sin ningún defecto. Después de filmar el programa, Crawford hizo todo lo posible para agradecer a Barra por alentarla y apoyarla.

## Rodaje

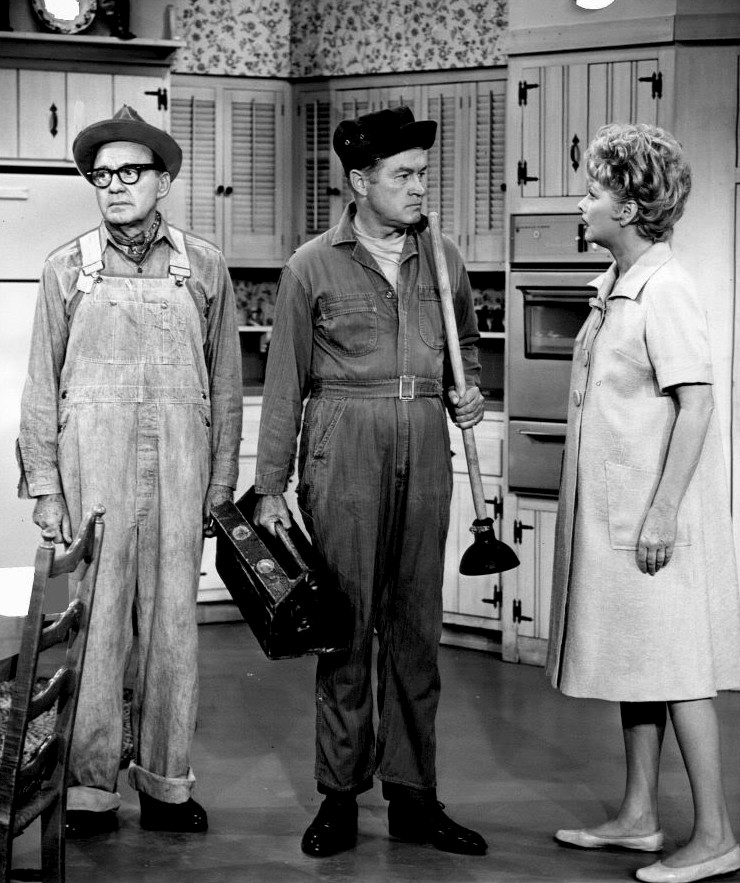
Los actores Jack Benny, Bob Hope y Lucy en el episodio "Lucy and the Plumber" (Lucy y el fontanero), en 1964.

Arnaz sintió que Ball se desempeñó mejor frente a una audiencia de estudio en vivo. Carole Cook, amiga y protegida de Ball desde hace mucho tiempo en un programa de radio Great Lives, dijo que se usaron tres cámaras para capturar todo de una sola vez, y que se usarían los mejores ángulos. Si bien Ball improvisaba durante los ensayos, siguió el guion al filmar el programa real.
Mientras filmaba el episodio de 1963 "Lucy y Viv se ducharon", en el que las protagonistas intentaron instalar una cabina de ducha (pero quedaron atrapadas adentro, sin poder cerrar el agua), Ball casi se ahoga mientras actuaba en el tanque de agua. No pudo regresar a la superficie, y fue Vance quien se dio cuenta de que había un problema y llevó a su coprotagonista a un lugar seguro; Vance continuó improvisando hasta que Ball pudo recuperar el aliento para continuar diciendo sus líneas (mientras tanto, las cámaras continuaron filmando). Ni el equipo de filmación ni la audiencia en vivo del estudio se dieron cuenta de que había un problema.

## Cómic
Gold Key Comics publicó una adaptación del cómic, The Lucy Show , en cinco números, desde junio de 1963 hasta junio de 1964.

## Medios domésticos
Antes de julio de 2009, sólo había treinta episodios disponibles en DVD y/o VHS (dos episodios de la primera temporada, veintiuno de la quinta temporada y siete de la sexta temporada), y se cree que todos están disponibles para el público. Estos episodios han sido lanzados por compañías no autorizadas como Vintage Home Entertainment, Mill Creek Entertainment, Alpha Video, Digiview, Front Row Entertainment, Diamond Entertainment, Madacy Entertainment y Echo Bridge Home Entertainment.